# Giro d’Italia 1920

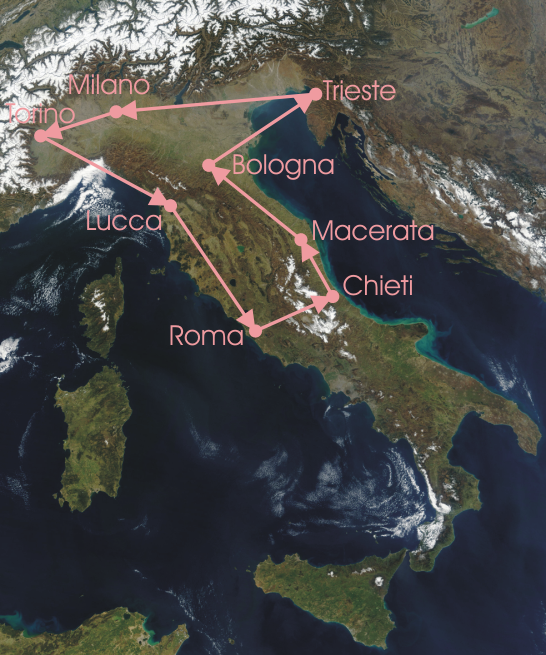
Streckenverlauf des Giro

Der 8. Giro d’Italia fand vom 23. Mai bis 6. Juni 1920 statt. Das Radrennen bestand aus 8 Etappen mit einer Gesamtlänge von 2.632 Kilometern.
Von 49 Teilnehmern erreichten nur 10 das Ziel. Gaetano Belloni errang den Giro-Sieg vor Angelo Gremo.

## Etappen
| Etappen   | Start – Ziel       | km  | Etappensieger       | Maglia Rosa       |
| --------- | ------------------ | --- | ------------------- | ----------------- |
| 1. Etappe | Mailand – Turin    | 348 | Giuseppe Olivieri   | Giuseppe Olivieri |
| 2. Etappe | Turin – Lucca      | 378 | Gaetano Belloni     | Gaetano Belloni   |
| 3. Etappe | Lucca – Rom        | 386 | Gaetano Belloni     | Gaetano Belloni   |
| 4. Etappe | Rom – Chieti       | 234 | Jean Alavoine       | Gaetano Belloni   |
| 5. Etappe | Chieti – Macerata  | 236 | Leopoldo Torricelli | Angelo Gremo      |
| 6. Etappe | Macerata – Bologna | 282 | Jean Alavoine       | Angelo Gremo      |
| 7. Etappe | Bologna – Triest   | 349 | Gaetano Belloni     | Gaetano Belloni   |
| 8. Etappe | Triest – Mailand   | 421 | Ugo Agostoni        | Gaetano Belloni   |